# 樹根
樹根は下記の通り複数の意味を持つ日本語熟語
1. 樹根（じゅこん）：植物の根。特に成長した大木の根を指す。；使用例：桜の樹根を保護する。
2. 中国大陸によく見られる人名。；使用例：呉樹根：柔道選手。田村亮子とも競いあった有力選手。
3. 芸名の一つ。発音は（じゅね）。特に静岡県内で活躍するローカルタレントの芸名・源氏名。本稿で詳述する。

樹根（じゅね、生年・性別・出身地等未詳）は静岡県内で活躍する歌手・タレント。特にいわゆる「おかまタレント」としての芸能活動が知られている。
ファッション関係のサラリーマン時代に、ゲイバーでアルバイトを始める。1989年、今井節子SBSアナウンサー（当時）に誘われて「フリーステーション1・2・0！」に出演したのがラジオ初出演。以降、SBSラジオの番組のコーナーに多数出演。
1990年、静岡市内にラウンジ「Monsieur Madame（ムシュー・マダム）」を開店させるが10年ほどで閉店、以降はタレント専業となる。「樹根」の由来は、ひらがなの源氏名が嫌で、字面は雄々しいが音は柔らかい知人の息子さんの名前を使わせてもらった。

## 出演
- 猛烈昼下がり アッパレ!ハレハレ（SBSラジオ）
- GOGOワイド くんちゃんのらぶらじ（2007年4月 - 2010年4月2日、SBSラジオ）
- 幻のBAR 樹根の館（SBSラジオ）＊初の冠番組
- ○ごとX（静岡第一テレビ）
- 静岡発そこ知り（SBSテレビ）
- 満開ラジオ樹根爛漫（2010年4月10日 - 2022年3月26日、 SBSラジオ）
- 爆笑問題の日曜サンデー（TBSラジオ）

2022年3月26日に「樹根爛漫」終了後、4月16日に「爆笑問題の日曜サンデー」の「全日本ラジオ新番組選手権」直前ナビに出演したのを最後に、一部のラジオCMを除いてテレビ・ラジオには姿を見せていない。

## 書籍
- ラジオ番組表編集部「ローカルラジオスター」（三才ブックス、2019年7月）ISBN 978-4-86673-128-5 - インタビューで登場